# Béres László Ádám
Béres László Ádám (Miskolc, 1948. október 22. –) magyar geológusmérnök, polgármester.

## Életpályája
Középiskolai tanulmányait a Kossuth Lajos Gimnáziumban végezte el. 1973-tól Hajdúhadházon a Tivizignél talajmechanikai csoportvezető. 1973-ban végzett a Nehézipari Műszaki Egyetem Bányamérnöki Karán. Itt Földvári Aladár, Kossuth-díjas professzor és Juhász József tanította. 1982-ben a Budapesti Műszaki és Gazdaságtudományi Egyetem Építőmérnöki Karán geotechnikai szakmérnöki végzettséget is szerzett.

### Politikai pályafutása
1990–1991 között Hajdúhadháztéglás polgármestere volt. 1990–2010 között Hajdúhadház polgármestere (1994–1998: MSZP-SZDSZ; 1998–2010: független) volt. 1999-től az FKGP tagja. 2002-ben országgyűlési képviselőjelölt volt. 2006-ig a Hajdú-Bihar Megyei Közgyűlés tagja (Hajdúvárosok Szövetsége) volt.

### Sportpályafutása
13 éves korától (1961) igazolt labdarúgó-játékos volt. Focizott a Diósgyőrben, a Borsodi Volánnál, pályafutását a MEAFC-ban fejezte be.

## Magánélete
1973-ban házasságot kötött Juhász Ilonával.

## Díjai
- Magyar Arany Érdemkereszt (1998)[2]